# تمرد تامبوف
تمرد تامبوف (بالروسية: Тамбовское восстание)، وقع بين أعوام 1920 و1921. كان أحد أكبر ثورات الفلاحين وأكثرها تنظيمًا ضد النظام البلشفي خلال الحرب الأهلية الروسية. حدثت هذه الثورة في أراضي منطقة تامبوف وجزء من منطقة فورونيغ، على بعد أقل من 300 ميل (أقل من 480 كيلومترًا) جنوب شرق موسكو. يُشار إلى هذا التمرد في التاريخ السوفيتي باسم «تمرد أنطونوف» نسبةً إلى ألكسندر أنطونوف المسؤول السابق في الحزب الثوري الاشتراكي والذي انقلب ضد حكومة البلاشفة. بدأت الانتفاضة في أغسطس 1920 برفض المصادرة القسرية للحبوب، ثم تطورت إلى حرب عصابات ضد الجيش الأحمر ووحدات تشيكا والسلطات الروسية السوفيتية. تشير التقديرات إلى اعتقال حوالي مئة ألف شخص وقتل حوال 15 ألف خلال قمع الانتفاضة. استخدم الجيش الأحمر الأسلحة الكيماوية لمواجهة الفلاحين. سُحق الجزء الأكبر من جيش الفلاحين في صيف عام 1921، واستمرت مجموعات صغيرة بالمقاومة حتى العام التالي. صُورت الانتفاضة من قبل النظام السوفيتي على أنها أحداث شغب وفوضى، على غرار جميع الثورات الأخرى التي قامت ضد نظام الحكم.

## خلفية
تحولت الحكومة السوفيتية إلى السياسة الشيوعية القمعية خلال الحرب الأهلية الروسية. فاستولت على الغذاء بالقوة من القرى لتلبية احتياجات المدن دون أي تعويض مالي، وقد قوبل ذلك بمقاومة ورفض من الفلاحين، خاصة وأن طريقة طلب المحاصيل كانت عنيفة في كثير من الأحيان، ولم تحسب كمية الحبوب المطلوبة على أساس الإنتاج، بل أعطت اللجان المسؤولة بدلًا من ذلك تقديرًا تقريبيًا يعتمد على كمية الإنتاج قبل الحرب، بحيث لم تأخذ عوامل مهمة بعين الاعتبار مثل حجم الدمار الكبير وضعف نمو المحاصيل وانخفاض عدد السكان. كانت ردة فعل الفلاحين غالبًا هي تقليل المساحات المزروعة، إذ لم يعد لديهم الحافز الاقتصادي لإنتاج الفوائض. لم يكن لدى البلاشفة أي مؤيدين في المناطق الريفية على عكس المدن، وكان الثوريون الاشتراكيون يفوزون دائمًا بأغلبية كبيرة في الانتخابات قبل عام 1917. وصف السياسي السوفياتي فلاديمير أنتونوف - الذي شارك لاحقًا في قمع الانتفاضة - الفلاحين على النحو التالي:
لقد اعتادوا على اعتبار الحكومة السوفييتية شيئًا غريبًا، ولا تقوم إلا بإعطاء الأوامر التي يخطط لها بحماس كبير ولكن بتفكير اقتصادي ضعيف.
نفذت السياسة السوفيتية في تامبوف وهي منطقة زراعية غنية نسبيًا تقع على بعد 350 كيلومترًا جنوب شرق موسكو. كان فلاحو المحافظة قد ساندوا ثورة أكتوبر بقوة، بسبب مرسوم لينين الذي قرر مصادرة الممتلكات من كبار المالكين، ومع ذلك واجه البلاشفة صعوبات في الحفاظ على سيطرتهم على المحافظة. وفي مارس 1918 طُرد ممثلو الفلاحين من قبل المفوضين السوفييت المحليين خلال إبرام معاهدة بريست ليتوفسك مع ألمانيا، وعلى الرغم من أن البلاشفة تمكنوا من ترسيخ حكمهم في السنوات القليلة القادمة، فقد كان استخدام القوة ضروريًا بشكلٍ متكرر وبدرجات متزايدة من الشدة.